# 高山市立栃尾小学校
高山市立栃尾小学校 （たかやましりつ とちおしょうがっこう）は、岐阜県高山市にある公立小学校。
校区は高山市奥飛騨温泉郷赤桶、奥飛騨温泉郷今見、奥飛騨温泉郷柏当、奥飛騨温泉郷神坂、奥飛騨温泉郷笹嶋、奥飛騨温泉郷田頃家、奥飛騨温泉郷蓼之俣、奥飛騨温泉郷栃尾、奥飛騨温泉郷中尾、奥飛騨温泉郷一重ケ根、奥飛騨温泉郷平湯、奥飛騨温泉郷福地、奥飛騨温泉郷村上であり、旧・吉城郡上宝村南東部に該当する。

## 沿革
- 1874年（明治7年）4月 - 
  - 田頃家村に田頃家学校が開校する。校区は蓼之俣村、笹島村、赤桶村、栃尾村、今見村。
  - 　一重ケ根村に田頃家学校一重ケ根支校が開校。校区は平湯村、一重ヶ根村、神坂村、中尾村、福地村。
- 1875年（明治8年） - 平湯村、一重ヶ根村、神坂村、栃尾村、今見村、田頃家村、柏当村、蓼之俣村、笹島村、赤桶村、福地村、中尾村、下佐谷村、苧生茂村、葛山村、鼠餅村、新田村、長倉村、岩井戸村、在家村、本郷村、吉野村、上灘村、見座村、宮原村、双六村、中山村、桃原村、荒原村、蔵柱村、金木戸村が合併し、上宝村が発足。
- 1878年（明治11年） - 一重ケ根支校が一重ケ根学校として独立する。
- 1886年（明治19年） - 田頃家学校が田頃家簡易科小学校、一重ケ根学校が一重ケ根簡易科小学校に、それぞれ改称する。
- 1892年（明治25年） - 田頃家簡易科小学校が田頃家尋常小学校、一重ケ根簡易科小学校が一重ケ根尋常小学校に、それぞれ改称する。
- 1909年（明治42年） - 田頃家尋常小学校と一重ケ根尋常小学校を統合し、上宝第二尋常小学校となる。平湯分教場を設置。
- 1911年（明治44年） - 現在地に移転。
- 1912年（明治45年） - 上宝第二尋常高等小学校に改称する。
- 1926年（大正15年） - 中尾冬季分教場を設置。
- 1941年（昭和16年）4月1日 - 上宝第二国民学校に改称する。
- 1947年（昭和22年）4月1日 - 上宝村立上宝第二小学校に改称する。上宝村立第二中学校を併設。
- 1954年（昭和29年）4月 - 平湯分校が平湯小学校として独立する。
- 1959年（昭和34年） - 上宝村立栃尾小学校に改称する。併設されていた上宝村立第二中学校は上宝村立栃尾中学校[注釈 1]に改称し独立。併設が解消される。
- 1968年（昭和43年）3月 - 平湯小学校を統合する。平湯分教場を設置。
- 1969年（昭和44年）3月 - 平湯分教場を廃止。
- 1970年（昭和45年）3月 - 中尾分校を廃止。
- 1977年（昭和52年） - 新校舎（鉄筋コンクリート造）が完成。
- 2005年（平成17年）2月1日 - 上宝村が高山市に編入される。同時に高山市立栃尾小学校に改称する。